# 黃冠蝴蝶魚
黃冠蝴蝶魚，為輻鰭魚綱鱸形目蝴蝶魚科的其中一種。

## 分布
本魚僅分布於西太平洋的關島，為當地特有種。

## 深度
水深36至75公尺。

## 特徵
本魚體側扁，吻短，體色以白色為底，額頭有一黃斑，頭部有一黃色的條紋通過眼睛。體側有一大黑斜帶，從背鰭第四棘起向右下斜至臀鰭軟條部。背鰭、尾鰭黃色，背鰭具有黑色、白色的邊緣。背鰭硬棘13枚、軟條20枚；臀鰭硬棘3枚、軟條16枚。體長可達12公分。

## 生態
本魚棲息在較深的水域，單獨地或成對在黑珊瑚之中活動。

## 經濟利用
可做觀賞魚，不供食用。